# Kalletaart
Kalletaart is een typische streekspecialiteit uit de Belgische stad Kortrijk die nog steeds te verkrijgen is bij de Kortrijkse banketbakkers. Kalletaart is een appel- en abrikozentaart met luchtige koek, besprenkeld met een scheutje Calvados en amandelschilfers. De naam van de taart verwijst naar Kalle, de vrouwelijke wederhelft van Manten. Manten en Kalle zijn de klokkenluiders van het Kortrijkse Belfort.